# AdSense
Google AdSense — сервис контекстной рекламы от Google. Программа автоматически размещает на веб-сайтах текстовые и графические объявления, подходящие по контексту. Владельцы сайтов, размещающие рекламу, получают доход за клики (переходы посетителей по рекламным ссылкам) и показы рекламы (Google AdSense для контекста). Стоимость клика по рекламе может варьироваться от нескольких центов до нескольких десятков, а то и сотен долларов (довольно редкие клики). Кроме того, издатели веб-сайтов с помощью AdSense могут предоставлять своим посетителям поиск Google как по Интернету, так и непосредственно по сайту, зарабатывая деньги от объявлений Google (Google AdSense для поиска).
Данный рекламный сервис особенно важен для обеспечения доходности небольших веб-сайтов, у которых отсутствуют средства для развития собственной системы продажи рекламы.
С помощью своей интерактивной учётной записи веб-издатель в любое время может просматривать количество запросов, кликов, рейтинг кликов, а также свои текущие доходы от использования AdSense.
В 1-м квартале 2011 года на долю AdSense приходилось 28 % доходов Google, что составляло 2,43 млрд долл.
12 августа 2024 года сервис объявил о полном уходе из России. Все пользовательские аккаунты планируется деактивировать, завершить расчеты с пользователями предполагается в течение двух месяцев.

## Инструменты
1. Фильтр объявлений конкурентов. Имеется возможность заблокировать объявления конкурентов.
2. Просмотр объявления. Изучение объявления (ручное и машинное) по некоторым характеристикам.
3. Фильтр на контексты. Отфильтровка объявлений, неподходящих для некоторых страниц.
4. Выбор собственных объявлений. В случае, если Google автоматически не может подобрать контекстное объявление, у веб-издателя есть возможность собственного выбора рекламных объявлений Google.

## Тип оплаты
Google AdSense перечисляет деньги участникам программы раз в месяц, при накоплении суммы $100. В зависимости от страны доступны разные методы оплаты: чеком, через систему электронных платежей (EFT) непосредственно на банковский счёт, Western Union Quick Cash и через систему Рапида. Обналичивание чеков для граждан, проживающих на территории стран СНГ, возможно через банковские учреждения и некоторые платёжные системы.
Однако нужно иметь в виду, что в соответствии с Условиями предоставления услуг компания Google оставляет за собой право действовать по собственному усмотрению при выявлении недействительных кликов. На практике при выявлении так называемой «недопустимой активности» аккаунт Google AdSense блокируется и деньги за клики по рекламе на своём сайте Вы, скорее всего, не получите.
Снимать деньги по чеку также можно через систему ePayService — со 2 апреля 2014 года, отправка оригинала чека в офис компании не обязательна.

## Типы объявлений
Объявления могут быть показаны как на основании контента страницы, на которой находится пользователь, так и на основании поисковых запросов пользователя, заданных ранее в поиске Google. Также пользователю может быть показано объявление с помощью системы ремаркетинга, если он входит в соответствующую аудиторию определенного рекламодателя. В зависимости от типа объявления веб-мастер получает различное вознаграждение за клик по объявлению.
Текстовые и графические объявления
- Адаптивное объявление
- Доска почёта 728×90
- Баннер 468×60
- Панорама 980x120
- Доски объявлений 970x250
- Большой полноразмерный баннер 970x90
- Верхний баннер 930x180
- Средний прямоугольник 300×250
- Широкий небоскрёб 160×600
- Небоскрёб 120×600
- Большой небоскрёб 300x600
- Средний прямоугольник 300x250
- Только текстовые объявления
  - Большой прямоугольник 336×280
  - Квадрат 250×250
  - Полубаннер 234×60
  - Малый прямоугольник 180×150
  - Кнопка 125×125
  - Вертикальный баннер 120×240

## Ограничения на размещение рекламы
В августе 2016 года AdSense изменил правила размещения рекламных объявлений. Было снято прежнее ограничение на количество рекламных блоков на странице (их количество теперь может быть больше трех), но одновременно появились новые ограничения. В частности, отныне запрещается размещение объявлений на страницах, где присутствуют контрафактные товары и подделки под торговые марки. С полным перечнем новых ограничений можно ознакомиться в [support.google.com/adsense/answer/48182 справочной системе Google].
Стоит отметить, что не все сайты допускаются к участию в программе AdSense: в регистрации отказывают сайтам с порнографическим содержанием, сайтам, распространяющим идеи экстремизма и терроризма, а также содержащим информацию о наркотических веществах и алкогольных напитках. В некоторых странах, например, в Китае и Индии, требуется, чтобы издатели владели своими сайтами не менее 6 месяцев. Это необходимо для обеспечения высокого качества рекламной сети Google и защиты интересов рекламодателей и издателей.
Также некоторые аккаунты блокируются за различные нарушения правил. Например, размещение плавающей или стилизованной рекламы или призывы, побуждающие кликнуть на рекламу. Также заблокировать могут из-за размещения на своем сайте чужого контента. Однако стоит отметить, что вероятность того, что ваш сайт примут в систему, гораздо выше чем в партнёрскую сеть Яндекс Директ.